# Zeneggen
Zeneggen is een gemeente en plaats in het Zwitserse kanton Wallis, en maakt deel uit van het district Visp.
Het dorpscentrum van Zeneggen ligt op de flanken van het Vispertal.
Zeneggen telt 272 inwoners.